# Мичибата, Гленн
Гленн Мичиба́та (англ. Glenn Michibata; род. 13 июня 1962 года в Торонто) — канадский профессиональный теннисист и теннисный тренер. Специалист по игре в парах; финалист Открытого чемпионата Австралии 1990 года в мужском парном разряде. Чемпион Канады (1981—1983) в одиночном разряде.

## Игровая карьера
В юности Гленн Мичибата последовательно становился победителем юниорских чемпионатов Канады по теннису в возрастных категориях до 14, 16, 18 и 21 года. В 1979 году в Торонто на Открытом чемпионате Канады он провёл свои первые матчи в профессиональном турнире в одиночном и парном разрядах. С 1979 по 1983 год изучал экономику в Пеппердинском университете (Малибу, Калифорния, США) и за это время трижды избирался в символическую сборную спортсменов-любителей США. С 1981 по 1983 год он также выигрывал чемпионат Канады среди взрослых. В 1982 году 19-летний Мичибата провёл свои первые игры за национальную сборную в Кубке Дэвиса, одержав единственную победу в матче межзонального американского турнира против команды Парагвая, проигранном канадцами со счётом 4-1.
В 1983 году Мичибата провёл свой первый полный профессиональный сезон, а на следующий год вышел в первый в карьере финал профессионального турнира; это произошло в Ливингстоне, Нью-Джерси, где он выступал в паре с американским теннисистом Полом Аннаконе. На следующий год он вышел в финал снова, в турнире Toronto Indoor, где они с американцем Лэйендекером уступили одной из сильнейших пар мира, Питеру Флемингу и Андерсу Ярриду. После этого с разными партнёрами Мичибата выиграл два турнира уровня «челленджер» и вошёл в сотню сильнейших теннисистов в парном разряде. После выхода в октябре 1985 года в полуфинал представительного турнира в Токио, где он обыграл двух теннисистов из первой тридцатки рейтинга АТР, Мичибата вошёл в сотню сильнейших и в одиночном разряде. К середине 1986 года он добрался до места в числе 50 сильнейших.
Вторая половина 1986 года и начало 1987 года были для Мичибаты неудачными, он опустился за пределы сотни и в одиночном, и в парном рейтинге. В конце сезона он выигрывает ещё два «челленджера», а в начале 1988 года выходит в свой третий финал турнира Гран-При в парном разряде. После этого он со своим соотечественником Грантом Коннеллом доходит до четвертьфинала Открытого чемпионата Австралии, а в августе выигрывает свой первый турнир Гран-При в Ливингстоне и завёвывает право на участие в Олимпийских играх в Сеуле.
Пик карьеры Мичибаты пришёлся на 1990—1991 годы. За эти два года они с Коннеллом выиграли три турнира только что сформированного АТР-тура и ещё восемь раз играли в финалах, в том числе в Открытом чемпионате Австралии 1990 года (и ещё в трёх финалах Мичибата играл с другими партнёрами). В 1991 году они последовательно дошли как минимум до полуфинала в семи турнирах подряд, включая полуфиналы Открытого чемпионата Франции и Уимблдонского турнира и финалы турниров серии Мастерс в Цинциннати и Монреале. Они также два года подряд участвовали в чемпионате мира по версии АТР и оба раза доходили до полуфинала. В июле 1991 года, после Уимблдона, Мичибата поднялся до пятого места в рейтинге теннисистов в парном разряде, высшего в своей карьере.
За 1992 год Коннелл и Мичибата выходят в финал на трёх турнирах, но не выигрывают ни одного, а после проигрыша во втором круге Уимблдона Мичибата покидает первую десятку рейтинга. 1993 год он в основном проводит с американцем Дэвидом Пейтом и четырежды выходит в финал турниров, но по окончании сезона принимает решение покинуть корт.
Имя Гленна Мичибаты включено в списки Канадского зала теннисной славы.

## Тренерская карьера
После окончания игровой карьеры Мичибата становится теннисным тренером. Он возглавляет теннисную секцию курорта в Уистлере, Британская Колумбия, затем в 1997—2000 годах работает заместителем главного тренера в Университете Южной Калифорнии, а с 2000 года тренирует мужскую сборную Принстонского университета, пять раз за это время выигрывавшую первенство Лиги плюща. В течение двух лет он также был личным тренером другой канадской звезды парного тенниса, Даниэля Нестора.

## Участие в финалах турниров в мужском парном разряде (27)
| Легенда                     |
| Большой шлем (1)            |
| Чемпионат мира АТР (0)      |
| ATP Мастерс (3)             |
| ATP Championship series (5) |
| ATP World (12)              |
| Гран-При (6)                |

### Победы (4)
| №  | Дата        | Турнир                              | Покрытие | Партнёр       | Соперники в финале                | Счёт в финале |
| -- | ----------- | ----------------------------------- | -------- | ------------- | --------------------------------- | ------------- |
| 1. | 22 авг 1988 | Ливингстон, Нью-Джерси, США         | Хард     | Грант Коннелл | Сэмми Джаммалва Марк Флёр         | 2–6, 6–4, 7–5 |
| 2. | 23 апр 1990 | KAL Cup Korea Open, Сеул            | Хард     | Грант Коннелл | Тодд Вудбридж Джейсон Столтенберг | 7–6, 6–4      |
| 3. | 23 июл 1990 | Sovran Bank Classic, Вашингтон, США | Хард     | Грант Коннелл | Хорхе Лосано Тодд Уитскен         | 6–3, 6–7, 6–2 |
| 4. | 29 апр 1991 | Сингапур                            | Хард     | Грант Коннелл | Кристо ван Ренсбург Стефан Крюгер | 6–4, 5–7, 7–6 |

### Поражения (23)
| №   | Дата        | Турнир                                              | Покрытие | Партнёр          | Соперники в финале           | Счёт в финале      |
| --- | ----------- | --------------------------------------------------- | -------- | ---------------- | ---------------------------- | ------------------ |
| 1.  | 6 авг 1984  | Ливингстон, Нью-Джерси, США                         | Хард     | Пол Аннаконе     | Скотт Дэвис Бен Тестерман    | 6–4, 6–4           |
| 2.  | 25 фев 1985 | Toronto Indoor, Канада                              | Ковёр    | Гленн Лэйендекер | Питер Флеминг Андерс Яррид   | 7–6, 6–2           |
| 3.  | 4 янв 1988  | Веллингтон, Новая Зеландия                          | Хард     | Бродерик Дайк    | Дэн Голди Рик Лич            | 6–2, 6–3           |
| 4.  | 10 окт 1988 | Брисбен, Австралия                                  | Хард (i) | Грант Коннелл    | Эрик Елен Карл-Уве Штееб     | 6–4, 6–1           |
| 5.  | 9 янв 1989  | Веллингтон                                          | Хард     | Рилл Бакстер     | Питер Дуган Лори Уордер      | 3–6, 6–2, 6–3      |
| 6.  | 29 янв 1990 | Открытый чемпионат Австралии, Мельбурн              | Хард     | Грант Коннелл    | Дани Виссер Питер Олдрич     | 6–4, 4–6, 6–1, 6–4 |
| 7.  | 26 фев 1990 | U.S. Pro Indoor, Филадельфия, США                   | Ковёр    | Грант Коннелл    | Рик Лич Джим Пух             | 3–6, 6–4, 6–2      |
| 8.  | 20 авг 1990 | Чемпионат США на твёрдых кортах, Индианаполис, США  | Хард     | Грант Коннелл    | Скотт Дэвис Дэвид Пейт       | 7–6, 7–6           |
| 9.  | 14 янв 1991 | Heineken Open, Окленд, Новая Зеландия               | Хард     | Грант Коннелл    | Серхио Касаль Эмилио Санчес  | 4–6, 6–3, 6–4      |
| 10. | 4 мар 1991  | Чикаго, США                                         | Ковёр    | Грант Коннелл    | Скотт Дэвис Дэвид Пейт       | 6–4, 5–7, 7–6      |
| 11. | 8 апр 1991  | Гонконг                                             | Хард     | Роберт Ван'т Хоф | Патрик Гэлбрайт Тодд Уитскен | 6–2, 6–4           |
| 12. | 17 июн 1991 | Stella Artois Championships, Лондон, Великобритания | Трава    | Грант Коннелл    | Тодд Вудбридж Марк Вудфорд   | 6–4, 7–6           |
| 13. | 29 июл 1991 | Canadian Open, Монреаль                             | Хард     | Грант Коннелл    | Патрик Гэлбрайт Тодд Уитскен | 6–4, 3–6, 6–1      |
| 14. | 5 авг 1991  | Лос-Анджелес, США                                   | Хард     | Брэд Пирс        | Джим Пух Хавьер Франа        | 7–5, 2–6, 6–4      |
| 15. | 12 авг 1991 | Thriftway ATP Championships, Цинциннати, США        | Хард     | Грант Коннелл    | Роберт Сегусо Кен Флэч       | 6–7, 6–4, 7–5      |
| 16. | 30 сен 1991 | Брисбен                                             | Хард     | Джон Фицджеральд | Тодд Вудбридж Марк Вудфорд   | 7–6, 6–3           |
| 17. | 13 янв 1992 | Heineken Open, Окленд, Новая Зеландия               | Хард     | Грант Коннелл    | Джим Грэбб Уэйн Феррейра     | 6–4, 6–3           |
| 18. | 6 апр 1992  | Сингапур                                            | Хард     | Грант Коннелл    | Тодд Вудбридж Марк Вудфорд   | 6–7, 6–2, 6–4      |
| 19. | 24 авг 1992 | Чемпионат США на твёрдых кортах, Индианаполис (2)   | Хард     | Грант Коннелл    | Джим Грэбб Ричи Ренеберг     | 7–6, 6–2           |
| 20. | 5 апр 1993  | Осака, Япония                                       | Хард     | Дэвид Пейт       | Кристо ван Ренсбург Марк Кил | 7–6, 6–3           |
| 21. | 12 апр 1993 | Suntory Japan Open Tennis Championships, Токио      | Хард     | Дэвид Пейт       | Рик Лич Кен Флэч             | 2–6, 6–3, 6–4      |
| 22. | 21 июн 1993 | Открытый чемпионат Манчестера, Великобритания       | Трава    | Стефан Крюгер    | Рик Лич Кен Флэч             | 6–4, 6–1           |
| 23. | 2 авг 1993  | Canadian Open, Монреаль                             | Хард     | Дэвид Пейт       | Джим Курье Марк Ноулз        | 6–4, 7–6           |